# فرانسوا پارادی
ژوزف لوئی فرانسوا پارادی (فرانسوی: Joseph Louis François Paradis‎) یک سیاستمدار کانادایی است که در ۲۰ اکتبر ۲۰۱۴ در مجلس ملی کبک انتخاب شد. او نماینده ناحیه انتخاباتی لویس به عنوان عضوی از ائتلاف کبک آینده است. پس از انتخابات عمومی کبک در سال ۲۰۱۸، پارادیس به عنوان رئیس مجمع ملی کبک انتخاب شد.
پارادیس قبل از انتخابش به مجلس قانونگذاری برای TVA کار می‌کرد، جایی که او مجری برنامه‌های کافه شو، جهنم یا بهشت، خط مقدم و مالیات بر ارزش افزوده و direct.com بود.